# Get Happy (песня)
«Get Happy» — песня композитора Гарольда Арлена и поэта-песенника Теда Колера.
Впервые прозвучала в мюзикле The Nine-Fifteen Review, премьера которого состоялась на Бродвее в 1930 году. Это была финальная песня первого акта.
Позже её использовали для финала вышедшего на экраны в 1950 году фильма «Летние гастроли» c Джуди Гарленд и Джином Келли. Для исполнявшей её Джуди Гарленд эта песня стала одной из «визитных карточек».

## Признание
Американский институт киноискусства поместил эту песню (в версии из фильма 1950 года «Летние гастроли») на 61-е место своего списка ста лучших песен из американских кинофильмов.